# Folliculair lymfoom
Het folliculair lymfoom (FL) is een indolent/laaggradig non-hodgkinlymfoom (lymfeklierkanker). Het lymfoom ontstaat door een ongeremde celdeling tijdens de uitrijping van B-lymfocyten uit het kiemcentrum in de follikel van de lymfeknoop en volgt een (deels) cirkelvormig patroon.
Na het diffuus grootcellig B-cellymfoom is het de meestvoorkomende vorm van een non-hodgkinlymfoom. In Nederland wordt de diagnose zo'n 600 keer per jaar gesteld. De meeste patiënten zijn ouder dan 60 jaar, maar ook jongere mensen worden getroffen.
Wanneer de ziekte wordt ontdekt bevindt deze zich vaak in een vergevorderd stadium, omdat de ziekte langdurig actief kan blijven zonder duidelijke lichamelijke klachten te veroorzaken. Het beenmerg is vaak betrokken bij de aandoening.
Bij enkele patiënten (zo'n 3-4%) begint het lymfoom zich agressiever te gedragen of verandert het lymfoom in een diffuus grootcellig B-cellymfoom ("transformatie"), wanneer dat gebeurt is de prognose zeer slecht.

## Diagnose
Diagnose vindt altijd plaats middels een beenmergonderzoek en een lymfeklierextirpatie of het nemen van een biopt uit het aangedane weefsel. Ann Arbor-stadiëring wordt gebruikt om het stadium van de ziekte te bepalen.

## Behandeling
Er bestaat (nog) geen standaardbehandeling voor het lymfoom. Behandeling bestaat meestal uit R-CHOP (of R-CVP), Bendamustine met Rituximab, Lenalidomide (eventueel met Rituximab) of een allogene stamceltransplantatie. De ziekte is niet volledig te genezen vanwege genetische afwijkingen die ten grondslag liggen aan het lymfoom, dat steeds minder gevoelig zal worden voor een behandeling.
Sinds 2020 wordt ook polatuzumab ingezet als tweedelijnsbehandeling.

## Prognose
De meeste patiënten leven tot ongeveer 10 jaar nadat de diagnose wordt gesteld, de overlevingsperiode loopt echter sterk uiteen: sommige patiënten zijn 15 jaar na diagnose nog in leven. Bij sommige patiënten hoeft de aandoening niet meteen behandeld te worden en kan de arts besluiten een afwachtend beleid toe te passen.
Bij relatief jonge en fitte patiënten met goede reacties op eerdere behandelingen kan men uiteindelijk besluiten een allogene stamceltransplantatie toe te passen, waarmee, in die gevallen, het lymfoom soms volledig kan worden bestreden.